# Sharif Sheikh Ahmed
Sharif Sheikh Ahmed,[uttal saknas] född 25 juli 1964 i Mahaday i Somalia, var Somalias president från den 31 januari 2009 till den 20 augusti 2012. Han var tidigare ledare för Islamiska domstolarnas högsta råd. Ahmed föddes i provinsen Shabeellaha Dhexe i Somalia och studerade vid universitet i Libyen och Sudan. Han har arbetat som gymnasielärare i ämnena geografi, arabiska och religion. Han talar arabiska och somaliska. Han tillhör Somalias dominerade klan i Mogadishu, Hawiye.